# São Valentim (Santa Maria)
São Valentim és un barri de la ciutat brasilera de Santa Maria, Rio Grande do Sul. El barri està situat al districte de São Valentim.

## Villas
El barri amb les següents villas: Alto das Palmeiras, Área Militar, Capão do Piquenique, Colônia Conceição, Colônia Toniolo, Laranjeiras, Passo da Laranjeira, Passo do Sarandi, Picadinha, Rincão da Lagoa, Rincão dos Brasil, Rincão dos Flores, São Valentim, Vila São Valentim.

## Galeria de fotos

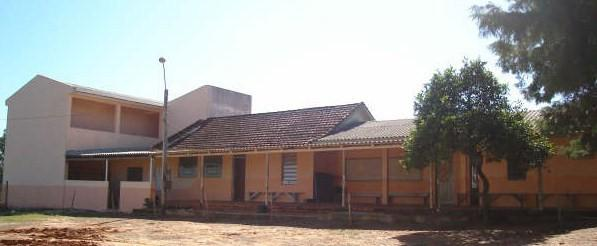

| Boca do Monte        | Boca do Monte | Tancredo Neves Boi Morto / Renascença |
| Dilermando de Aguiar |               | Lorenzi Urlândia Pains                |
| Dilermando de Aguiar | Santa Flora   | Pains Santa Flora                     |